# Lompnieu
Lompnieu è un ex comune francese di 122 abitanti situato nel dipartimento dell'Ain della regione dell'Alvernia-Rodano-Alpi. È bagnato dal fiume Séran. Dal 1º gennaio 2019 è accorpato ai comuni di Sutrieu, Vieu e di Belmont-Luthézieu, formando il nuovo comune di Valromey-sur-Séran.

## Società

### Evoluzione demografica
Abitanti censiti